# 住野夜
住野夜（日语：住野 よる），日本小说家，住在大阪，男性。

## 人物经历
從高中开始写作。最开始申请参加了“电击小说大奖”，但是没有通过选拔。《我想吃掉你的胰脏》因為長度超過徵件規定而沒有投稿至電擊小說大獎，投稿至其他獎也都沒有下文，在2014年2月以 夜野やすみ 的名義將其投稿至“成为小说家吧”。此作引起了热烈讨论，由雙葉社出版後出道。

## 作品列表
- 《我想吃掉你的胰脏》
  -  雙葉社（單行本，2015年6月17日） ISBN 978-4-575-23905-8
  -  雙葉文庫（文庫版，2017年4月） ISBN 978-4-575-51994-5
  -  悦知文化（2016年8月29日）ISBN 978-986-93371-5-1[2]
  -  华中名法（出品）华中科技大学出版社（出版）（2017年7月1日）ISBN 978-75-680-2720-5
  -  磨铁文治图书（出品）花城出版社（出版）（2023年4月）ISBN 978-7-5360-9881-7

- 《又做了，相同的夢》
  -  雙葉社（單行本，2016年2月19日） ISBN 978-4-575-23945-4
  -  雙葉文庫（文庫版，2018年7月） ISBN 978-4-575-52125-2
  -  悦知文化（2017年11月28日）ISBN 9789869562058
  -  悦读名品（出品）化学工业出版社（出版）（2021年6月）ISBN 9787122386373

- 《闇夜的怪物（日语：よるのばけもの）/夜晚的怪物》
  -  雙葉社（單行本，2016年12月7日） ISBN 978-4-575-24007-8
  -  雙葉文庫（文庫版，2019年4月10日） ISBN 978-4-575-52209-9
  -  悦知文化（2018年11月7日）ISBN 9789578787643
  -  壹隅文化（出品） 新星出版社（出版）（2020年7月）ISBN 9787513340458

- 《小秘密（日语：かくしごと「）/只有我知道》（原刊載於《小說新潮（日语：小説新潮）》）
  -  新潮社（單行本，2017年3月22日） ISBN 978-4-10-350831-1
  -  新潮文庫（文庫版，2020年11月1日） ISBN 978-4-10-102351-9
  -  春天出版社（2018年9月7日）ISBN 9789579609098
  -  壹隅文化（出品） 新星出版社（出版）（2019年8月）ISBN 9787513333054

- 《青澀的傷痛與脆弱（日语：青くて痛くて脆い）/又青又痛又脆》（原刊載於）
  -  KADOKAWA（單行本，2018年3月2日） ISBN 978-4-04-105206-8
  -  角川文庫（文庫版，2020年6月） ISBN 978-4-04-109015-2
  -  尖端出版（2019年8月5日）ISBN 9789571085760
  -  新星出版社（2020年6月）ISBN 9787513338547

- 《麥本三步喜歡什麼呢？（日语：麦本三歩の好きなもの）》（部分原刊載於《小說幻冬（日语：小説幻冬）》）
  -  幻冬舍（單行本，2019年3月5日） ISBN 978-4-344-03435-8
  -  悅知文化（2020年12月7日）ISBN 9789865101152
  -  博集天卷（出品）湖南文艺出版社（出版）（2021年8月15日）ISBN 9787572602504

- 《這份心情總有一天會遺忘（日语：この気持ちもいつか忘れる）》（原刊載於《週刊新潮（日语：週刊新潮）》）
  -  新潮社（附CD限定版，2020年9月16日） ISBN 978-4-10-350832-8
  -  新潮社（單行本，2020年10月19日） ISBN 978-4-10-350833-5
  -  尖端出版（2021年10月6日）ISBN 9786263160460
  -  酷威文化（出品）天地出版社（出版）（2024年）ISBN 978-7-5455-8141-6

- 《麥本三步喜歡什麼呢？2》
  -  幻冬舍（單行本，2021年2月25日） ISBN 978-4-344-03756-4

- 《剖開肚子只會流出血（日语：腹を割ったら血が出るだけさ）》
  -  雙葉社（單行本，2022年7月29日） ISBN 978-4-575-24543-1
  -  尖端出版（2024年5月28日）ISBN 9786263776548

- 《戀愛與之後的一切（日语：恋とそれとあと全部）》
  -  文藝春秋（單行本，2023年2月24日） ISBN 978-4-16-391660-6
  -  尖端出版（2024年9月）ISBN 9786264030755
  -  酷威文化（出品）江苏凤凰文艺出版社（出版）（2025年）ISBN 978-7-5594-9629-4

- 《告白撃 / 告白冲击（暂译）》
  -  KADOKAWA（單行本，2024年5月22日） ISBN 978-4-04-114734-4
  -  臺灣角川（2025年6月）ISBN 9786264158367
  -  酷威文化（出品）[3]

- 《歪曲済アイラービュ》
  -  新潮社（單行本，2024年12月18日） ISBN 978-4-10-350834-2